# Terzihaliller, Bergama
Terzihaliller là một xã thuộc huyện Bergama, tỉnh İzmir, Thổ Nhĩ Kỳ. Dân số thời điểm năm 2010 là 326 người.